# Kaple Nejsvětější Trojice (Bezděkov pod Třemšínem)
Kaple Nejsvětější Trojice je klasicistní sakrální stavba v obci Bezděkov pod Třemšínem v okrese Příbram ve Středočeském kraji. Nachází se poblíž hlavní silnice na malém zatravněném pozemku ve středu trojúhelníkové návsi. Od roku 1958 je chráněna jako kulturní památka.

## Historie
O stavbě lze najít pouze velmi omezené informace. Její vznik je datován do roku 1844. Ten je odvozen podle letopočtu vytesaného do kamenného soklu litinového kříže stojícího před kaplí. Jelikož knihy ohlášek bohoslužeb vedené v letech 1843–1901 na farním úřadě ve Starém Rožmitále svěcení kaple v Bezděkově zřejmě nezaznamenávají, lze předpokládat vznik kaple již před rokem 1843.
První dochovaná písemná zmínka pochází z roku 1912 z kroniky bezděkovských hasičů, kde je při popisu obce, zmiňována i kaplička na návsi. Zde se však uvádí, že je zasvěcena svatému Janu Nepomuckému, což je pravděpodobně chyba kronikáře, neboť dále je v kronice nazývána kaplí Nejsvětější Trojice.
Kaple byla vždy středobodem veřejného dění v obci. Začínala zde většina kulturních akcí – hasičské průvody, dožínky, oslavy významných státních výročí aj. Zpívaly se zde májové písně a stále se zde o Velikonocích „povinně modlí“ koledníci, kteří tradičně obchází ves s rachtačkami.
V roce 1916 byl původní zvon kaple zrekvírován pro válečné účely Rakousko-uherské armády. Po skončení války, byl v roce 1920 před kapli osazen pomník padlým v 1. světové válce.
Další zvon, který nahradil původní zrekvírovaný, daroval starosta obce opět pro válečné účely, německým okupantům v roce 1942. Ačkoli byly malé zvony, vážící méně než 12 kg, za 2. světové války z vojenského rekvírování vyjmuty, starosta se chtěl zřejmě okupantům zalíbit, neboť zvon německé armádě odevzdal jako obecní dar.

Po skončení 2. světové války byl do kaple zavěšen nový zvon, který byl odlit v roce 1948 v bývalé zvonařské firmě R. Pernera v Suchém Vrbném u Českých Budějovic. Je na něm česky psaný nápis:

V UPOMÍNKU NA VÁLEČNÁ LÉTA
1914–1918 A 1938–1945
VYSVĚCENO V ROCE 1949

K vysvěcení nového zvonu došlo 20. května 1949, kdy bylo i požehnáno samotné kapli. Předtím ještě prošla velkou rekonstrukcí, při níž byla nově vymalována, a došlo i k výměně střešní krytiny. Při této příležitosti byl také v kapli pokřtěn novorozenec.
V roce 1958 byla kaple prohlášena za kulturní památku. V době komunistického režimu, však nebyla příliš udržována a tak další větší oprava proběhla až v roce 1991.
V roce 2018 kaple prošla generální opravou. Byly odvodněny stavební základy a vyměněna střešní krytina, kdy plechovou střechu nahradily měděné pláty. Interiér byl nově omítnut a kaple dostala také novou fasádu. Došlo též ke změně barevnosti fasády, kdy starorůžovou část omítky nahradil teplý žlutý odstín. Také bylo odhaleno kamenné ostění vstupu a opraveny dřevěné prvky dveří a lavic v interiéru.
Po dokončení oprav, byly do makovice kaple uloženy pamětní listy s popisem oprav, sadou současných kovových platebních mincí a vzkazem budoucím generacím. Dne 15. června 2019, symbolicky před křesťanským svátkem Nejsvětější Trojice, proběhla slavnostní bohoslužba spojená s požehnáním opravené kapli.
V kapli se v současnosti žádné bohoslužby nekonají.

## Stavební podoba
Kaplička Nejsvětější Trojice je nevelká centrální stavba na šestiúhelném půdorysu, členěná v nároží pilastrovými útvary. Je krytá jehlancovou střechou, která je završenou lucernou s cibulovou bání. Kaple je orientována průčelím k východu, mensou oltářní k západu.
Uvnitř kaple jsou na stěnách zavěšeny obrazy světců sv. Václava a sv. Ludmily, které zde byly umístěny při generální opravě v roce 2018. Pro kapli je zhotovil Lubomír Pešek. Zadní (oltářní) stěnu zdobí obraz Nejsvětější Trojice a zrestaurovaná soška Panny Marie. U vchodu se po stranách nachází dvě lavice.
U kaple stojí dvě lípy, které zde byly vysazeny v roce 2010 na místo původních lip, které musely být kvůli jejich špatnému stavu odstraněny. Tyto lípy byly poslední dvě z původní šestice lip, které byly kolem kaple vysazeny pravděpodobně po jejím dokončení. Lip postupně ubývalo, během úprav okolí a při rozšiřování silnice. Z těchto důvodů byl v roce 1960 odstraněn i prvorepublikový pomník obětem 1. světové války, který byl nahrazen novým pomníkem u hlavní silnice na okraji obce.
Před kaplí stojí umělecky zpracovaný litinový kříž s korpusem na štíhlém skoro 2 m vysokém žulovém pilířovém podstavci, na němž je vyryt letopočet 1844. Kříž je zapsán v evidenci Národního památkového ústavu a spolu s kaplí tvoří památkově chráněný celek.

## Galerie

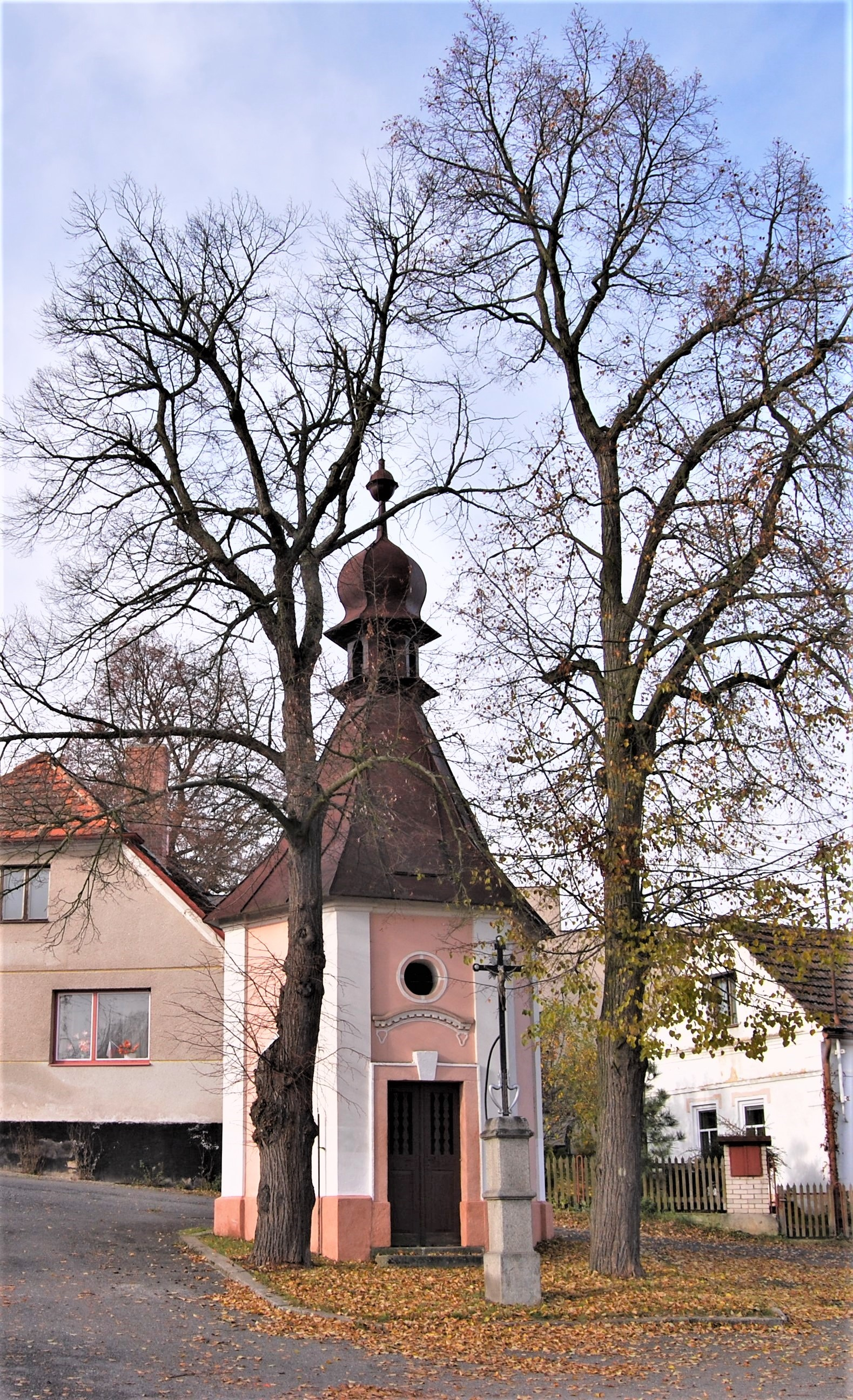
Kaple v roce 2009 s dvojicí starých lip a v růžovobílém omítnutí
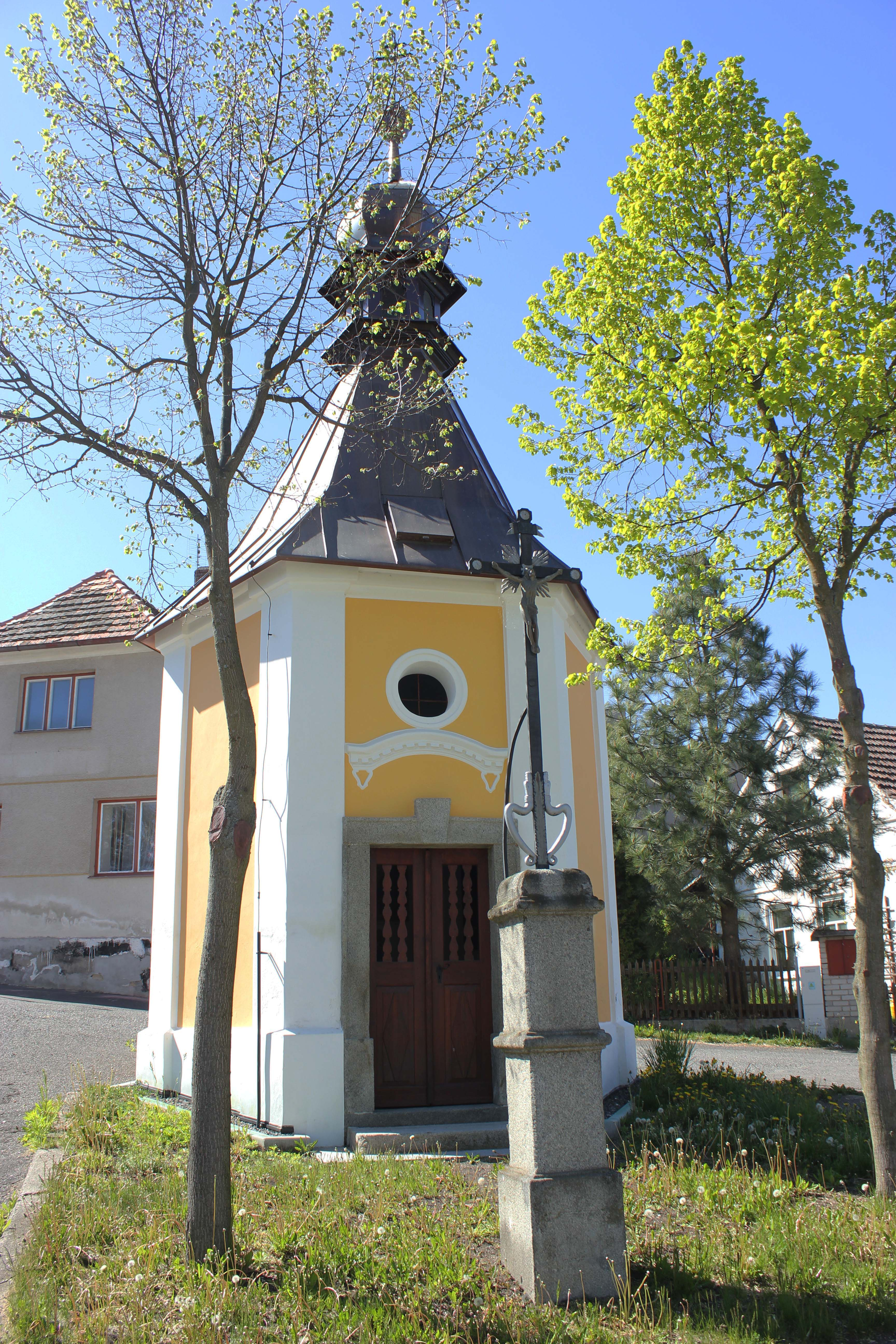
Kaple po opravě v roce 2018
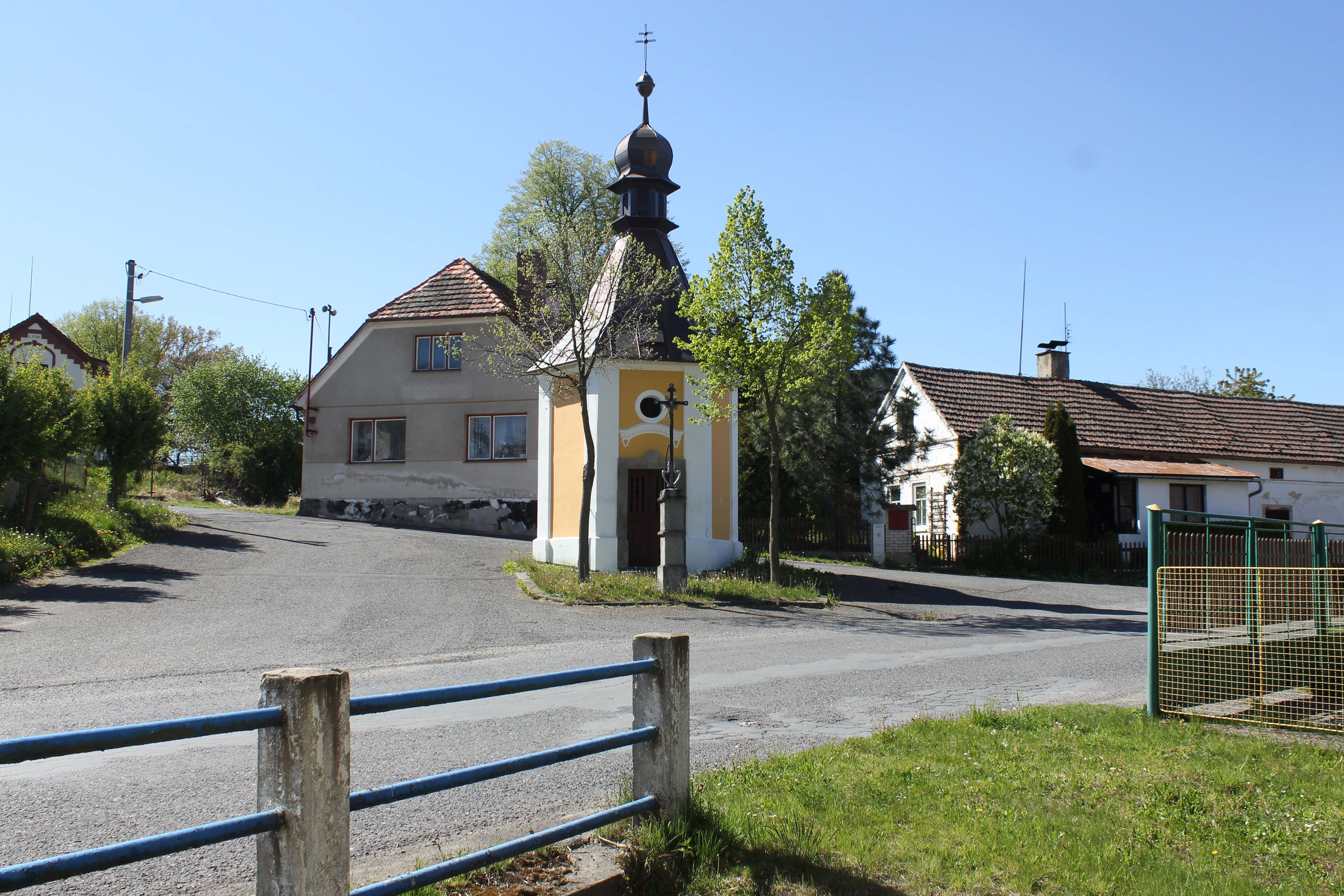
Kaple Nejsvětější Trojice (2020)
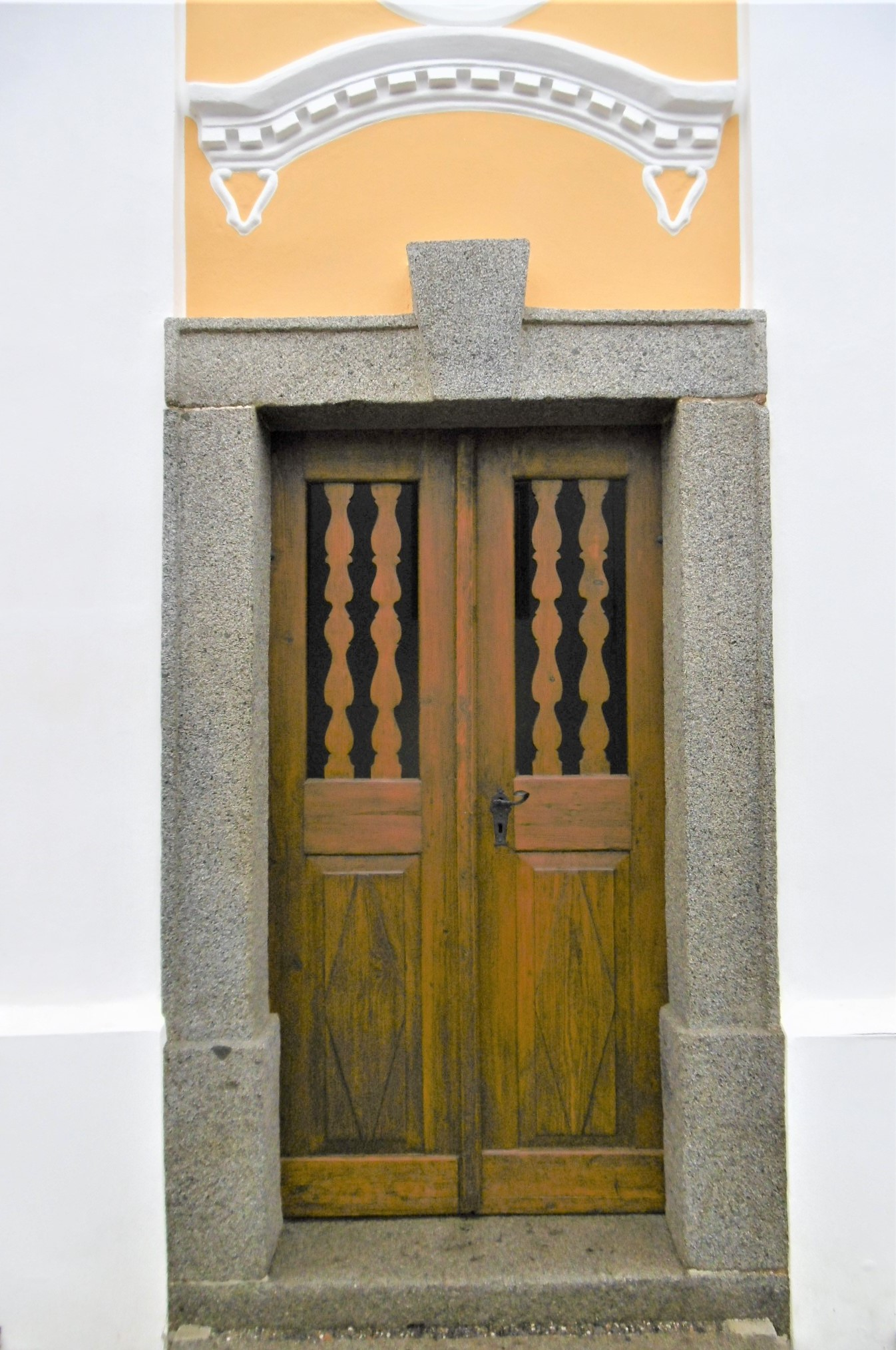
Vstup do kaple
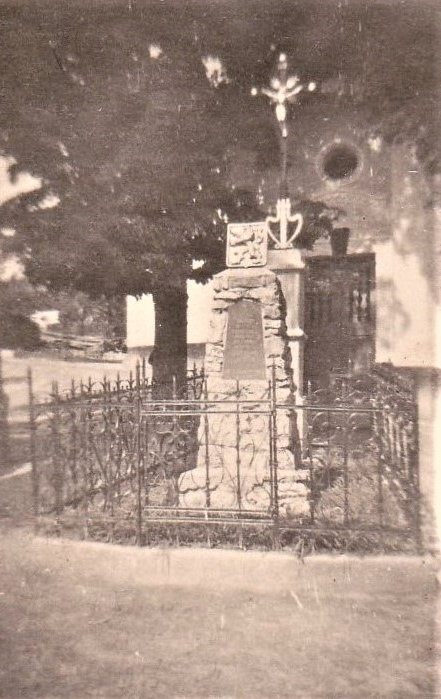
Pomník padlým v 1. světové válce